# Mazmela
Mazmela es una entidad de población española del municipio de Escoriaza, perteneciente a la provincia de Guipúzcoa, en la comunidad autónoma del País Vasco.

## Historia
Hacia mediados del siglo XIX, el lugar, una anteiglesia perteneciente a Escoriaza, tenía contabilizada una población de 259 habitantes. Aparece descrito en el decimoprimer volumen del Diccionario geográfico-estadístico-histórico de España y sus posesiones de Ultramar de Pascual Madoz de la siguiente manera:

MAZMELA: anteigl. en la prov. de Guipúzcoa (á Tolosa 10 1/2 leg.), part. jud. de Vergara (3 1/2), aud. terr. de Burgos (23), c. g. de las Provincias Vascongadas, dióc. de Calahorra (21 1/2), térm. municipal de Escoriaza (1/2). sit. en terreno costanero y desigual, con clima frio: tiene 43 casas esparcidas en cas., de los cuales 5 que están reunidos, forman el barrio de Castañares: hay escuela de instruccion primaria para ambos sexos asistida de unos 12 alumnos y dotada con 1,100 rs.; igl. parr. (la Asuncion de Ntra. Sra.) servida por un cura beneficiado, dos ermitas dedicadas á Sta. Columba y San Bartolomé, y varias fuentes ferruginosas en el térm. Confina N. montes de Aramayona (prov. de Alava); E. Escoriaza; S. Zarimuz y O. los susodichos montes. El terreno es generalmente arcilloso; le atraviesa el r. Deva que tiene un puente en el barrio de Castañares, y no faltan montazgos. caminos: la carretera general de Francia pasa por el dicho barrio. El correo se recibe de Mondragon, diariamente. prod.: trigo, maiz, habichuelas, habas, centeno, patatas, castañas y manzanas; cria de ganado vacuno y lanar; caza de liebres y perdices, y pesca de anguilas. ind.: un molino harinero. pobl. 46 vec., 259 alm. riqueza imp. con su ayunt. (V.)
(Madoz, 1848, p. 324)

En 2022, la entidad singular de población tenía empadronados 69 habitantes.

## Patrimonio
En el lugar hay una iglesia bajo la advocación de la Asunción de Nuestra Señora.